# Nastella
Nastella es un género de escarabajos de la familia Buprestidae.

## Especies
- Nastella chalcodes (Wiedemann, 1821)
- Nastella flammea Bellamy, 1989[2]
- Nastella hessei (Obenberger, 1931)
- Nastella uniformis Obenberger, 1931
- Nastella virgo Obenberger, 1931